# Julius Nwosu
Obinna Julius Nwosu (nacido el 1 de mayo de 1971 en Nkwere) es un jugador nigeriano de baloncesto profesional que durante su carrera ha jugado en equipos pertenecientes a las ligas más importantes del mundo como la NBA o la ACB.
Fue internacional con la selección de Nigeria, llegando a disputar los campeonatos del mundo de 1998 y 2006.

## Estadísticas de su carrera en la NBA

### Temporada regular
| Año     | Equipo      | PJ | PT | MPP | %TC  | %3P  | %TL  | RPP | APP | ROB | TPP | PPP |
| ------- | ----------- | -- | -- | --- | ---- | ---- | ---- | --- | --- | --- | --- | --- |
| 1994–95 | San Antonio | 23 | 0  | 3.7 | .321 | .000 | .765 | 1.0 | .1  | .0  | .1  | 1.3 |
| Total   | Total       | 23 | 0  | 3.7 | .321 | .000 | .765 | 1.0 | .1  | .0  | .1  | 1.3 |

### Playoffs
| Año     | Equipo      | PJ | PT | MPP | %TC  | %3P  | %TL  | RPP | APP | ROB | TPP | PPP |
| ------- | ----------- | -- | -- | --- | ---- | ---- | ---- | --- | --- | --- | --- | --- |
| 1994–95 | San Antonio | 2  | 0  | 3.5 | .000 | .000 | .000 | 1.0 | .0  | .0  | .0  | 0.0 |
| Total   | Total       | 2  | 0  | 3.5 | .000 | .000 | .000 | 1.0 | .0  | .0  | .0  | 0.0 |

## Palmarés
- Campeón de la Liga de Rusia 1995/96 con el CSKA Moscú.
- Campeón de la Liga de Japón 2000/01 con los Isuzu Gigacats.
- Campeón de la LNB 2000/01 con el EB Pau Orthez.